# Teeatta magna
Teeatta magna là một loài nhện trong họ Amphinectidae. Loài này phân bố ở Tasmanië.